# Max Stiepl
Max Stiepl (n. 23 martie 1914, Viena, Austro-Ungaria – d. 27 august 1992) a fost un patinator de viteză ce a reprezentat Austria, medaliat olimpic. A participat la 2 ediții ale Jocurilor Olimpice (1936, 1948) în care a câștigat o medalie de bronz.